# Ökenigelkott
Ökenigelkott (Paraechinus aethiopicus) är en igelkott som lever i Sahara. Den är en skicklig insektsjägare men äter även giftiga ormar och skorpioner.

## Utseende
Kroppslängden varierar mellan 17 och 22 cm. Svanslängden är bara 1,5 till 2 cm. Vikten varierar mellan 400 och 700 g (genomsnitt 500 g).
Taggarna på ovansidan är vita vid basen samt spetsen och de har två bredare svarta områden med en vit ring i mitten. Undersidan är täckt av mjuk päls som ofta är vit. En ljusbrun skugga eller ljusbruna ställen kan likaså förekomma. Kring nosen och ögonen är pälsen mörk vilket liknar en ansiktsmask. Öronen är oftast längre än taggarna som ligger bakom och de är lite spetsiga på toppen. Vid händer och fötter finns fem fingrar eller tår. Den korta svansen är nästan osynlig och täckt av korta ljusa hår.
Artens taggar har en ganska grov yta med små knölar och rännor. Med sina långa extremiteter kan den uppnå en hastighet av 10 km/h över 5 minuter.

## Fortplantning
Parningstiden är mellan juli och september. Dräktigheten varar bara i 5 till 6 veckor. 
Honan föder 2 till 5 ungar per kull. Ungarna väger vid födelsen 8 till 9 g och de är blinda. De öppnar ögonen efter 21 till 22 dagar och de börjar med fast föda efter cirka 44 dagar. Honan slutar efter ungefär 58 dagar helt med digivning.

## Levnadssätt
Den äter mycket varierande, men huvudsakligen olika smådjur. Den kan bli upp till 10 år i fångenskap.
Ökenigelkotten har en låg ämnesomsättning och bra förmåga att spara vätska i kroppen.
Individerna är aktiva på natten och de går främst på marken. På dagen vilar de i bergssprickor, i naturliga jordhålor eller i bon som de själva gräver. Under den kalla årstiden intar ökenigelkotten ofta ett stelt tillstånd (torpor) men den vaknar med några dagars mellanrum.
Artens naturliga fiender är schakaler och ugglor. I bland annat Algeriet fångas ökenigelkotten av människor för köttets skull.

## Förekomst
Arten förekommer i norra och nordöstra Afrika samt på Arabiska halvön och i Mellanöstern. I nordvästra Afrika når ökenigelkotten Västsahara, Mauretanien och Marocko och i nordöstra Afrika sträcker sig utbredningsområdet till Etiopien, Eritrea och Sudan. I Sydvästasien är fynd från Israel, Jordanien, Syrien, Irak och västra Iran dokumenterade (utöver Arabiska halvön).
Troligtvis blev ökenigelkotten införd på Gran Canaria. Enligt en annan teori tillhör de upphittade exemplaren arten spansk igelkott.
Marken i utbredningsområdet är ofta stenig och täckt av buskar och annan glest fördelad växtlighet.